# Ambohidratrimo
Ambohidratrimo District är ett distrikt i Madagaskar.   Det ligger i regionen Analamanga, i den centrala delen av landet, 15 km nordväst om huvudstaden Antananarivo.